# Danski prelivi
Danski prelivi so prelivi, ki povezujejo Baltsko morje s Severnim morjem skozi Kattegat in Skagerrak. V zgodovini so bili Danski prelivi notranje plovne poti Danske; vendar si jih po ozemeljskih izgubah Øresund in Fehmarn Belt zdaj deli s Švedsko in Nemčijo, medtem ko Great Belt in Little Belt ostajata v danskih teritorialnih vodah. Københavnska konvencija iz leta 1857 je vse danske prelive odprla za komercialni ladijski promet. Prelivi so na splošno veljali za mednarodno plovno pot.

## Toponimija in geografija
Pet prelivov se imenuje belt (dansko bælt), edine na svetu. Več drugih prelivov se imenuje sound (dansko, švedsko in nemško sund). Kjer je otok med beltom in soundom, se širši preliv običajno imenuje  belt, ožji pa sound:
- Als:
  - od celine ločen z Alssundom
  - ločeno od Fyna z južnim delom Malega Belta, območja, ki se v nemščini (vendar ne danščini) imenuje Alsenbelt
- Fehmarn
  - od celine loči Fehmarnsund, tudi Femersund
  - ločeno od Lolland z Fehmarnbelt (nemščina) / Femerbelt (Platt) / Femernbælt (prejšnji zapis: Femer Bælt)

- Langeland:
  - od otoka Tåsinge ločen s Siø Sund (Tåsinge je ločen od Fyn s Svendborg Sund)
  - od Lollanda loči Langelandsbælt, južni del Velikega Belta
- Lolland:
  - od otoka Falster ločen z Guldborgsundom (sam Falster je od Zelandije ločen z ožino Storstrømmen)
  - ločeno od Langelanda z Langelandsbælt
  - od Fehmarna loči Femernbælt, ki je skupno nadaljevanje Great Belt–Langelandsbælt in Little Belt
- Zelandija (dansko Sjælland)
  - od skandinavskega polotoka celine loči Øresund (dansko) / Öresund (švedsko)
  - od otoka Fyn ločen z Velikim pasom